# 若親分あばれ飛車
『若親分あばれ飛車』（わかおやぶんあばれひしゃ）は、1966年9月3日に大映が配給した、田中重雄監督、市川雷蔵主演の任侠映画である。『悪名シリーズ』と並ぶ、大映製作の代表的任侠映画として、市川雷蔵主演でシリーズ化され、合計8作品が製作された中の、第5作である。

## 配役
- 市川雷蔵 :南条武
- 瑳峨三智子 : 沢木鶴代
- 青山良彦 : 梅村五郎
- 明星雅子 : 千代菊
- 二本柳寛 : 北門辰造
- 竜岡晋 : 田所徳三郎
- 早川雄三 : 大貫伊平
- 三夏伸 : 三吉
- 中田勉 : 勘次
- 夏木章 : 沢木仙吉
- 仲村隆 : 矢部大尉
- 園田哲也 : 藤崎大尉
- 石黒三郎 : 高橋大尉
- 北龍二 : 西原少将
- 北原義郎 : 岡本中佐
- 甲千鶴 : 妙子
- 杉田康 : 紋次
- 木村玄 : 人斬り政二
- 藤巻潤 : 井川大尉
- 見明凡太朗 : 梅村猪之助

## スタッフ
- 監督 : 田中重雄
- 企画 : 関幸輔
- 撮影 : 高橋通夫
- 美術 : 柴田篤二
- 音楽 : 北村和夫
- 編集 : 中静達治
- 脚本 : 高岩肇

## 併映作品
- 『脂のしたたり』

## 若親分シリーズ
- 『若親分』 (1965年) 池広一夫監督
- 『若親分出獄』 (1965年) 池広一夫監督
- 『若親分喧嘩状』 (1966年) 池広一夫監督
- 『若親分乗り込む』 (1966年) 井上昭監督
- 『若親分あばれ飛車』 (1966年) 田中重雄監督
- 『若親分を消せ』 (1967年) 中西忠三監督
- 『若親分兇状旅]』 (1967年) 森一生監督
- 『若親分千両肌』 (1967年) 池広一夫監督